# Lovrentovec
Lovrentovec – wieś w Chorwacji, w żupanii varażdińskiej, w mieście Varaždinske Toplice. W 2011 roku liczyła 118 mieszkańców.